# Апостольська адгортація
Апостольська адгортація, або апостольське повчання, (лат. adhortatio — заохочення) — офіційний документ понтифіка Католицької Церкви. За важливістю апостольська адгортація є третьою після апостольської конституції та енцикліки. Документ заохочує до певної чесноти чи діяльності, він не окреслює церковної доктрини і не вважається законодавчим. Апостольська адгортація може бути постсинодальною, тобто результатом постанов синоду єпископів, або власним напрацюванням понтифіка.
За даними Ватиканського сайту, першу Апостольську адгортацію «Haerent Animo» (1908) написав папа Пій X. Вона адресована католицькому духовенству з нагоди золотого ювілею священства папи Пія Х.

## Перелік апостольських адгортацій
папа Пій Х (1903—1914):
-       Haerent Animo (04.08.1908)
папа Бенедикт XV (1914—1922):
-       Ubi Primum (08.09.1914)
-       Allorché fummo chiamati (28.07.1915)
-       Dès le début (01.08.1917)
папа Пій XII (1939—1958):
-       Asperis Commoti (08.12.1939)
-       In Auspicando Super (28.06.1948)
-       Conflictatio Bonorum (11.02.1949)
-       Sollemnibus Documentis (08.11.1949)
-       Menti Nostrae (23.09.1950)
-       I Rapidi Progressi (01.01.1954)
-       Il Film Ideale (25.10.1955)
папа Іван XXIII (1958—1963):
-       A quarantacinque anni (12.04.1959)
-       Sacrae Laudis (06.01.1962)
-       Novem Per Dies (20.05.1963)
папа Павло VI (1963—1978):
-       Petrum et Paulum Apostolos (22.02.1967)
-       Signum Magnum (13.05.1967)
-       Recurrens mensis october (07.10.1969)
-       Quinque iam anni (08.12.1970)
-       Evangelica Testificatio (29.06.1971)
-       Nobis in Animo (25.03.1974)
-       Marialis Cultus (02.02.1974)
-       Paterna cum benevolentia (08.12.1974)
-       Evangelii Nuntiandi (08.12.1975)
-       Gaudete in Domino (09.05.1975).
папа Іван Павло II (1978—2005):
-       Catechesi Tradendae («Передавання катехизи», 16.10.1979)
-       Familiaris Consortio («Сімейна спільнота», 22.11.1981)
-       Redemptionis Donum (25.03.1984)
-       Reconciliatio et paenitentia (02.12.1984)
-       Christifideles laici («Покликання і місія мирян», 30.12.1988)
-       Redemptoris Custos («Опікун Відкупителя», 15.08.1989)
-       Pastores dabo vobis (25.03.1992)
-       Ecclesia in Africa (14.09.1995)
-       Vita consecrata («Богопосвячене життя», 25.03.1996)
-       Una speranza nuova per il Libano (10.05.1997)
-       Ecclesia in America (22.01.1999)
-       Ecclesia in Asia (06.11.1999)
-       Ecclesia in Oceania (22.11.2001)
-       Ecclesia in Europa (28.06.2003)
-       Pastores gregis (16.10.2003)
папа Бенедикт XVI (2005—2013):
-       Sacramentum caritatis (22.02.2007) — про Євхаристію та місію Церкви.
-       Verbum Domini («Слово Господнє», 30.09.2010) — про Слово Боже у житті та місії Церкви.
-       Africae Munus (19.11.2011) — про Церкву в Африці.
-       Ecclesia in Medio Oriente (14.09.2012) — про Церкву на Близькому Сході, спілкування та свідчення.
папа Франциск (від 2013):
-       Evangelii gaudium («Радість Євангелія», 24.11.2013) — про проголошення Євангелія в сучасному світі, плід праці синоду про нову євангелізацію.
-       Amoris Laetitia («Радість любові», 19.03.2016) — про любов у сім'ї, плід праці синоду про покликання та місію сім'ї в Церкві та в сучасному світі.
-       Gaudete et exsultate («Радійте й веселіться», 19.03.2018) — заклик до святості в сучасному світі. Документ не є постсинодальним.
-       Christus vivit («Христос живий», 25.03.2019) — постсинодальна апостольська адгортація до молоді та до цілого народу Божого.